# Cantón de Montfaucon-en-Velay
El cantón de Montfaucon-en-Velay era una división administrativa francesa, que estaba situada en el departamento de Alto Loira y la región de Auvernia.

## Composición
El cantón estaba formado por siete comunas:
- Dunières
- Montfaucon-en-Velay
- Montregard
- Raucoules
- Riotord
- Saint-Bonnet-le-Froid
- Saint-Julien-Molhesabate

## Supresión del cantón de Montfaucon-en-Velay
En aplicación del Decreto nº 2014-162 de 17 de febrero de 2014, el cantón de Montfaucon-en-Velay fue suprimido el 22 de marzo de 2015 y sus 7 comunas pasaron a formar parte del nuevo cantón de Boutières.